# Listrura boticario
Listrura boticario är en fiskart som beskrevs av De Pinna och Wolmar B. Wosiacki 2002. Listrura boticario ingår i släktet Listrura och familjen Trichomycteridae. Inga underarter finns listade i Catalogue of Life.